# Bisdom Abeokuta

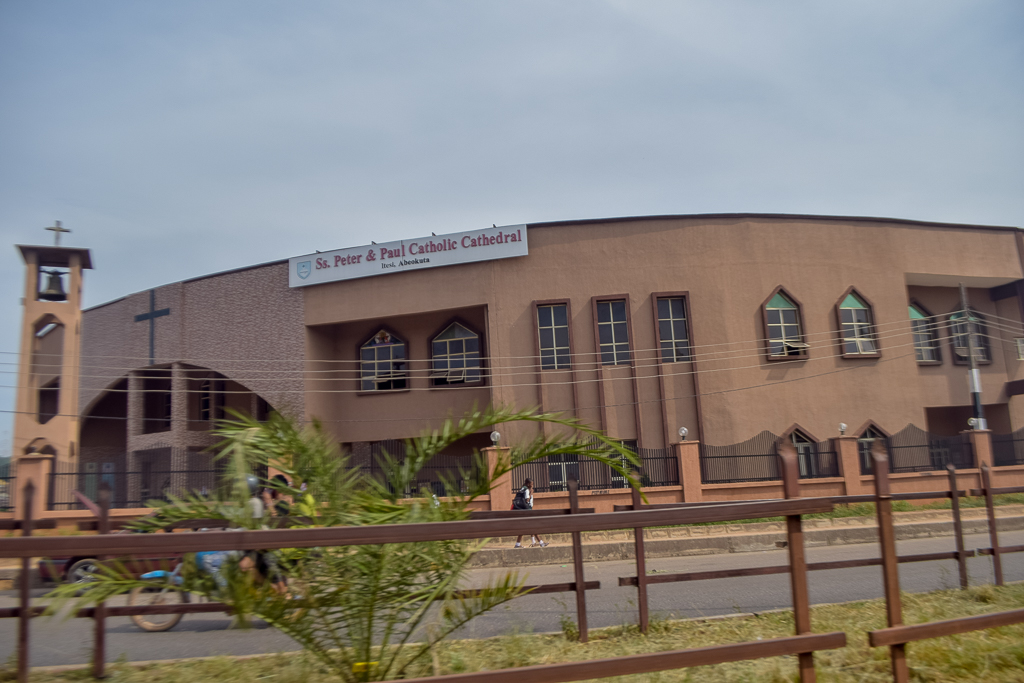
Kathedraal van Abeokuta

Het bisdom Abeokuta (Latijn: Dioecesis Abeokutana) is een rooms-katholiek bisdom met als zetel de stad Abeokuta in Nigeria. Het bisdom is suffragaan aan het aartsbisdom Lagos.

## Geschiedenis
Het bisdom werd opgericht op 24 oktober 1997, uit gebied van het aartsbisdom Lagos.

## Parochies
In 2018 telde het bisdom 50 parochies. Het bisdom had in 2018 een oppervlakte van 9.636 km2 en telde 4.702.350 inwoners waarvan 1,9% rooms-katholiek was.

## Bisschoppen
- Alfred Adewale Martins (24 oktober 1997 - 25 mei 2012)
- Peter Kayode Odetoyinbo (15 april 2014 - heden)

Lagos (aartsbisdom) · Abeokuta · Ijebu-Ode